# 齋木喜美子
齋木 喜美子（さいき きみこ、1961年 - 　）は、日本の児童文学研究者。関西学院大学教授。

## 来歴
アメリカ統治下の琉球・具志川市（現・沖縄県うるま市））に生まれる。1985年に琉球大学教育学部小学校教員養成課程を卒業後、神戸大学大学院教育学研究科に進み、1987年に修士課程を修了した。1997年に聖和大学大学院教育学研究科博士後期課程を満期退学し、2002年に「近代沖縄における児童文化・児童文学の研究」で聖和大学より博士（教育学）を取得した。
中京女子大学（現・至学館大学）助教授、福山市立大学教授を経て、関西学院大学教育学部教授となる。

## 受賞歴
- 2004年 - 沖縄文化協会賞・仲原善忠賞 （『近代沖縄における児童文化・児童文学の研究』）
- 2005年 - 日本児童文学者協会新人賞[2]
- 2021年
  - 外間守善賞（『沖縄児童文学の水脈』）[3]
  - 日本児童文学学会賞（『沖縄児童文学の水脈』）[4]

## 著書
- 『近代沖縄における児童文化・児童文学の研究』風間書房、2004年1月
- 『沖縄児童文学の水脈』関西学院大学出版会、2021年3月
- 『立ち上がる艦砲の喰残し　沖縄における教育・文化の戦後復興』関西学院大学出版会、2022年3月
- 『戦後沖縄史の諸相　何の隔てがあろうか』関西学院大学出版会、2023年3月

## 論文
- <齋木喜美子